# Kényszermozgás (fizika)
A kényszermozgás kényszerfeltétel(ek)nek alávetett tömegpont vagy más fizikai rendszer mozgása.

## Kényszererő
Ha a kényszer egy megadott felületen való mozgást jelent, ez egy kényszererővel vehető figyelembe. A felület egy {\displaystyle f(\mathbf {r} ,{\dot {\mathbf {r} }},t)=0} egyenlettel adható meg.
Ha nincs súrlódás, akkor a felület támasztókényszerként működik, a mozgás minden pillanatában, tehát a kényszererő iránya mindig merőleges a felületre. 

Mivel egy felület gradiense is egy merőleges vektor a mondott felületre, a kényszererőt általános alakban
{\displaystyle \mathbf {F'} =\lambda \operatorname {grad} f=\lambda {\frac {df}{d\mathbf {r} }}}
kifejezéssel adhatjuk meg.
Ha a súrlódás nem hanyagolható el, akkor a kényszererőnek lesz egy a felület érintő irányába eső komponense is. A Coulomb-súrlódás törvénye szerint a súrlódási erő nagysága arányos a felületre merőlegesen ható nyomóerővel, iránya pedig ellentétes a mozgás sebességvektoráéval, vagyis:
{\displaystyle \mathbf {F''} =-\mu |\mathbf {N} |{\frac {\mathbf {v} }{|\mathbf {v} |}}=-\mu |\lambda \operatorname {grad} f|{\frac {\mathbf {v} }{|\mathbf {v} |}}=-\mu \lambda \left|{\frac {df}{d\mathbf {r} }}\right|{\frac {\mathbf {v} }{|\mathbf {v} |}}}.
Ezeket figyelembe véve a kényszerfelületen mozgó anyagi pont mozgástörvénye:
{\displaystyle m{\ddot {\mathbf {r} }}=\mathbf {F} +\mathbf {F'} +\mathbf {F''} },
vagyis így a tömegpont már szabad mozgásúnak tekinthető.
A kényszermozgások általában a Lagrange-féle mozgásegyenletek segítségével tárgyalhatók.

## Lagrange-féle mozgásegyenletek
<Joseph Louis Lagrange nevéről>
A Lagrange-féle mozgásegyenletek az anyagi rendszerek mozgását előnyös matematikai megfogalmazásban leíró egyenletek.

### Elsőfajú Lagrange-féle mozgásegyenletek
Az elsőfajú Lagrange-féle mozgásegyenletek a kényszerfeltételeknek alávetett mechanikai rendszerek mozgásegyenletei.
Az általában geometriai eredetű (azaz adott felületen vagy görbén való mozgást előíró) kényszer legtöbbször egy kényszererő formájában vehető figyelembe, az eredeti Newton-féle mozgásegyenleteknél a külső és belső szabad erők (F) mellett a kényszererőt (F′) is figyelembe kell venni:
{\displaystyle m{\ddot {\mathbf {r} }}=\mathbf {F} +\mathbf {F'} },
ahol m a tömeg, {\displaystyle {\mathbf {r} }} a helyvektor, {\displaystyle {\ddot {\mathbf {r} }}} a gyorsulás. Azaz a kényszererők és szabaderők együttes hatására az anyagi pont úgy mozog, mintha szabad mozgást végezne. Konkrét számításokhoz azonban nem használható, hiszen nemcsak a gyorsuláskomponenseket, de a kényszererő komponenseit sem ismerjük.
Az {\displaystyle \mathbf {F'} }-ről feltehetjük, hogy mindig merőleges a mozgást tartalmazó felületre, ezért (mivel az f felületre a grad f gradiensvektor is merőleges) írhatjuk: {\displaystyle \mathbf {F'} =\lambda \operatorname {grad} f}. (Az – egyelőre – meghatározatlan {\displaystyle \lambda } tényező neve: Lagrange-féle multiplikátor.) Az így kapott
{\displaystyle m{\ddot {\mathbf {r} }}=\mathbf {F} +\lambda \operatorname {grad} f}
{\displaystyle f(\mathbf {r} ,{\dot {\mathbf {r} }},t)=0}
egyenletrendszerből az ismeretlen r = r(t) és {\displaystyle \lambda } kiszámítható.
Ha pl. a kényszerfeltétel előírása szerint az anyagi pontnak egy görbén kell mozognia, akkor a görbe az {\displaystyle f_{1}({\mathbf {r} },t)=0} és {\displaystyle f_{2}({\mathbf {r} },t)=0} egyenletek által megadott felületek metszésvonalának tekinthető, s a kényszererő {\displaystyle \mathbf {F'} =\lambda _{1}\operatorname {grad} f_{1}+\lambda _{2}\operatorname {grad} f_{2}} alakban írható, mivel a kényszererő a két előírt felületre merőleges. Így az előírt görbén mozgó anyagi pont mozgásegyenlete így alakul:
{\displaystyle m{\ddot {\mathbf {r} }}=\mathbf {F} +\lambda _{1}\operatorname {grad} f_{1}+\lambda _{2}\operatorname {grad} f_{2}},
amihez csatolni kell a két felület :{\displaystyle f_{1}(\mathbf {r} ,{\dot {\mathbf {r} }},t)=0} és {\displaystyle f_{2}(\mathbf {r} ,{\dot {\mathbf {r} }},t)=0} egyenleteit.

### Másodfajú Lagrange-féle mozgásegyenletek
Számtalan mechanikai probléma megoldása lényegesen egyszerűsödik, ha derékszögű koordináta-rendszer helyett más koordinátákat választunk.
Ha az n számú anyagi pontból álló mechanikai rendszer r számú kényszerfeltétele holonom, vagyis {\displaystyle f_{k}(x_{1},...,x_{3n},t)=0} (ahol k = 1,2,...,r) alakban adható meg, a 3n derékszögű koordináta közül csupán 3n–r független, azaz a rendszer szabadsági foka:
f = 3n–r . Az ilyen rendszer helyzetét f számú, egymástól független {\displaystyle q_{1},q_{2},....,q_{f}} adat egyértelműen meghatározza.
A másodfajú Lagrange-féle mozgásegyenletekben a derékszögű koordináták helyett olyan, a rendszer f szabadsági fokával megegyező számú ún. általános koordinátát ({\displaystyle q_{1}}, …, {\displaystyle q_{f}}) vezetnek be, amelyek használatakor a kényszerfeltételek már eleve teljesülnek (pl. az egységnyi sugarú gömbfelületen mozgó pont esetében választható általános koordináták a ϕ és ϑ polárkoordináták). A rendszer 
{\displaystyle L=L(q_{1}},…,{\displaystyle q_{f}},{\displaystyle {\dot {q_{1}}}},…,{\displaystyle {\dot {q}}_{f},t)}
Lagrange-függvényét felírva {\displaystyle {\dot {q_{1}}}},…,{\displaystyle {\dot {q}}_{f}} az ún. általános sebességek (az általános koordinátáknak a t idő szerinti differenciálhányadosai), a Hamilton-elvből levezethető
{\displaystyle {\frac {d}{dt}}{\frac {\partial L}{\partial {\dot {q_{i}}}}}-{\frac {\partial L}{\partial {q_{i}}}}=0}
másodfajú Lagrange-féle mozgásegyenletekből meghatározható {\displaystyle q_{i}=q_{i}(t)} (ahol i = 1, …,f) függvények lesznek a mozgásprobléma megoldásai.
A másodfajú Lagrange-féle mozgásegyenletek a mechanika számára az alkalmazások szempontjából az egyik legjobban használható módszert adják, elsősorban akkor, ha a kényszerfeltételek
igen összetettek (bár csak véges szabadságfokú mechanikai rendszerek esetén érvényesek).
A másodfajú Lagrange-féle mozgásegyenletek a mechanikán kívül a fizika más fejezeteiben (elektrodinamika, kvantummechanika, térelméletek) is alkalmasak az alapegyenletek megfogalmazására, amennyiben az ott jellemző Lagrange-függvény alakja megadható.